# میشلینا
میشلینا (به اسپانیایی: Michelena) یک شهر در ونزوئلا است که در ایالت تاچیرا واقع شده‌است. میشلینا ۱٬۲۰۰ متر بالاتر از سطح دریا واقع شده‌است.